# Skrunda (stacja kolejowa)
Skrunda – stacja kolejowa w miejscowości Skrunda w gminie Kuldyga, na Łotwie. Znajduje się na linii Jełgawa – Lipawa.